# Mikael Planting-Bergloo
Mikael Planting-Bergloo, född på 1650-talet i Stockholm, död 26 december 1729, var en svensk militär.
Han var son till gravören Johan Planting och hans hustru samt var från 1684 gift med Armika Skeckta (1665-1723) som var dotter till översten Börje Skeckta och från 1729 gift med Catharina Sofia Planting-Gyllenbåga (1676-1740) som var dotter till majoren Gustaf Planting-Gyllenbåga. Tillsammans med sin första hustru fick han fjorton barn.
Planting-Bergloo anmälde sig 1674 som frivillig vid armén i Pommern och kom då armésoldaterna fördelades till fästningarna och på Rügen att placeras i Stettin under sin farbroder, generalmajor Anders Planting-Bergloos kommando. Han blev adjutant vid Jämtlands regemente 1677 och fänrik där 1680 samt kaptenlöjtnant 1682. Han utsågs till regementskvartermästare 1683 och kapten 1686. Vid ett nyuppsatt dragonregemente blev han major 1703 och han förflyttades som major till Jämtlands dragonregemente 1705. Planting-Bergloo blev överstelöjtnant och chef för en bataljon Hälsinge och Gästrike tre- och femmänningar 1709. Han fick konfirmtionsfullmakt 1710 och blev överste för Jämtlands dragonregemente samma år. Han fick avsked från armen 1717 och generalmajors titel 1721. Planting-Bergloo förordnades av senaten 1712 att föra interimskommandot över försvarsverken vid jämtländska gränsen samt 1714 att efter generallöjtnanten friherre Strömberg föra kommandot i Jämtland och Härjedalen. Planting-Bergloo adlades 1682 och introducerades samma år under nummer 1016. Han fick på sin farbror Anders Planting-Bergloos begäran vid adlandet upptaga dennes namn och vapen.